# Mtua (Nachingwea)
Mtua è una circoscrizione rurale (rural ward) della Tanzania situata nel distretto di Nachingwea, regione di Lindi. Conta una popolazione di 7 759 abitanti (censimento 2012).